# Escudo de Esplugas de Llobregat
El escudo oficial de Esplugas de Llobregat tiene el siguiente blasonamiento:
Escudo embaldosado: de azur, una mano diestra palmada de plata; el pie de oro, cuatro palos de gules. Por timbre una corona mural de pueblo.

## Historia
Fue aprobado el 16 de junio de 1983 y publicado en el DOGC el 22 de julio del mismo año con el número 347.

Escudo de Maldá, centro de la baronía de Maldá y Maldanell.

La mano es la señal tradicional identificativa del municipio, que podría estar relacionado con las armas hablantes del barón de Maldà, Rafael de Amat y de Cortada, propietario de Can Cortada, la residencia más importante de la localidad. Esplugas estaba situada en el territorio del condado de Barcelona, y pertenecía a la Corona: es por eso que el escudo ostenta los cuatro palos reales de Cataluña.